# Miklya Zsolt
Miklya Zsolt (Csorvás, 1960. október 22. –) Quasimodo-emlékdíjas, HUBBY-díjas magyar költő, pedagógus, szerkesztő, gyermek- és ifjúsági irodalmi szakember, a Parakletos Könyvesház felelős szerkesztője, az Író Cimborák műhely alapító tagja. Felesége Miklya Luzsányi Mónika író, pedagógus, teológus.

## Életpályája – kezdetek
1960. október 22-én született a Békés megyei Csorváson, Miklya Sándor (1932–1991) és Miklya Sándorné, szül. Szelják Anna (1936–1984) tanító házaspár első gyermekeként. Húga, Hajnalka 1963-ban született, ő szintén pedagógus, biológia-földrajz szakos tanár lett. Édesapjuk munkája mellett tanári oklevelet szerzett, majd magyar nyelvet és irodalmat tanított, és a helyi általános iskola igazgatója volt 1969 és 1986 között.
Az általános iskolát kitűnő eredménnyel végezte, fizika szakon tanult tovább a hódmezővásárhelyi Bethlen Gábor Gimnázium ban, ahol évekig természettudományos pályára készült. Gimnáziumi évei alatt fordult figyelme a néprajz és a költészet felé. Anyai ágon szlovák felmenői múltja és életmódja után kutatott, majd nagybátyja, Miklya Jenő muzeológus mentorálásával Szeghalom környékén végzett gyűjtőmunkát. Osztályfőnöke, Imre Mihály szenvedélyes magyarórái mélyen elültették benne a versek szeretetét, gimnáziumi évei alatt születtek első versei. Érettségi után sikeres felvételit tett az ELTE néprajz-történelem szakára, és előfelvételis sorkatonai szolgálat következett. A katonaság egzisztenciális krízisét évekig tartó útkeresés követte (egyetemi tanulmányait is félbehagyta). Végül visszatért a családi örökséghez, a tanítói hivatáshoz. A Debreceni Tanítóképző Főiskolán folytatta tanulmányait, és itt ismerkedett meg későbbi feleségével, Luzsányi Mónikával, akivel a mai napig házastársi, alkotó- és munkatársi közösségben élnek.

## Pedagógiai pályája
1986-ban feleségével a Békés megyei Ecsegfalván kezdtek tanítani a helyi általános iskolában. Ezekben az években fedezték fel azt a személyiség- és élményközpontú pedagógiai nyelvet, amit leginkább a komplexitás, a kreativitás kibontakoztatása, a gyermeki fantáziára való nyitottság, a gyerekekkel való játék és dialógus jellemez. Későbbi iskoláiban – Dévaványán még feleségével együtt, Csorváson már egyedül – is ezt próbálta a gyakorlatba átültetni, egy évtizeden keresztül. Közben sorra születtek gyermekeik: Anna (1987), Eszter (1992), Attila (1994), Emese Sára (1995), Csanád Máté (1998). A nagycsalád örömei és gondjai között, a gyerekekkel való életközösségben születtek meg az első versek, mesék, melyek később önálló kötetekben is megjelentek. Első társasjátékaikat is a gyerekekkel közösen készítették.
1993-ban az Oktatási Minisztérium KOMA pályázatán feleségével közösen alkotói ösztöndíjat nyertek olvasónaplóikkal, melyek 1995-ben a Mozaik Kiadónál jelentek meg.
Első hitoktatói segédanyagaik is tíz év gyakorlati pedagógiájára épültek. A ’90-es évek második felében a tanítói mellé hitoktatói diplomát szerzett a Nagykőrösi Tanítóképző Főiskolán. Szakdolgozatának témája a „pásztori pedagógia” volt, melynek mellékleteként írta meg (pedagógiai) kisregényét Pásztoriskola címmel. 1997-től a kiskunfélegyházi Parakletos Könyvesház felelős szerkesztője, ahol főleg hitoktatói segédanyagokkal foglalkozik. Feleségével a helyi egyesült protestáns (református-evangélikus) gyülekezetben hitoktatói feladatokat végeztek éveken keresztül, főleg táborokat, csendesnapokat, gyermek-istentiszteleteket tartottak.
Figyelme mindeközben egyre inkább a szépirodalom felé fordult, mely tovább formálta pedagógiai módszertani elveit is: a gyerekeket az indirekt hatások, a játék, a mese, a dal sokkal inkább képes megszólítani, megérinteni, mint a direkt didaxis. Egyik fő tevékenysége lett a társas- és logikai játékok fejlesztése, melyek szülők, pedagógusok és gyerekek számára a bibliai világkép és egymás megismerését egyaránt szolgálják.
Feleségével 2010 óta a KateTéka hittanmódszertani weboldal szerkesztője, ahol heti rendszerességgel közölnek gyakorlati segédanyagokat a hitoktatáshoz, gyerekmunkához. 2019-től a Református Tananyagfejlesztő Csoport Archiválva 2020. augusztus 12-i dátummal a Wayback Machine-ben felkérésére irodalmi szöveggyűjteményt szerkesztenek alsós gyerekek számára, amelyhez módszertani segédkönyvet, feladatgyűjteményt is írnak, így lehetőségük van módszertanuk továbbfejlesztésére, széles körű kipróbálására.

## Irodalmi pályája
Gimnáziumi évei alatt kezdett verseket írni, de csak szűk körben mutatta meg, és sokáig nem publikálta őket. A versírás búvópatakszerűen volt jelen életében, hol felszínre tört, hol elrejtőzött, majd az életfelezőhöz közeledve egyre sűrűbben és kitartóbban jelentkezett. Már tanító, majd szerkesztő és családapa volt, amikor versei átlépték a „publikálási küszöböt”. 1999-ben jelent meg első verskötete Lét-ige címmel, a Parakletos Könyvesház gondozásában. Versei 2001-től jelennek meg rendszeresen irodalmi lapokban, először a Hitel, Holmi, Bárka közölte, majd megjelent az Alföld, A hetedik, Élet és Irodalom, Életünk, Ezredvég, Forrás, Hévíz, Jelenkor, Kalligram, Kortárs, Magyar Napló, Mozgó Világ, Pannonhalmi Szemle, Pannon Tükör, Parnasszus, Prae, Spanyolnátha, Székelyföld, Tiszatáj, Új Forrás, Vigilia, Vörös Postakocsi folyóiratokban is. Verseit több alkalommal beválogatták az Év versei antológiába (2007, 2008, 2009, 2018, 2019, 2020), illetve a Használati utasítás (2008), a Szép versek (2010), az Édes hazám (2012) antológiába is.
2007-ben Salvatore Quasimodo-emlékdíjat kapott Amit hoztál... című verséért. 2008-ban jelent meg második felnőtt verseskötete, Cérnatánc címmel, a Parnasszus folyóirat Új vizeken sorozatában. 2014-ben NKA alkotói ösztöndíjban részesült Létben oldódó című szonettregényének megírására, melynek szonettkoszorúit folyóiratokban publikálta 2013–2017 között. 2015-ben verseivel két kategóriában is első díjat kapott az Protestáns Egyházak Európai Közössége (GEKE) reformációi dalszövegíró pályázatán.
2014-2015-ben a KRE gyermek- és ifjúsági irodalom továbbképzési szakját végezte el kitüntetéses oklevéllel. Esszéi, tanulmányai jelentek meg, többek között Tolnai Ottó, Kovács András Ferenc, Baka István, Oravecz Imre, Takács Zsuzsa, Visky András költészetéről. Baka István Farkasok órája c. verséről írt esszéjével 2016-ban második helyezést ért el a Tiszatáj „S még mindig itt vagyok” c. Baka-pályázatán.
A felnőttversek mellett több gyerekverskötete és egy mesekönyve jelent meg, valamint a feleségével közösen írt Beszélgető Biblia. Gyerekírásait magazinok, gyereklapok közölték: a Kincskereső, Csodaceruza, Dörmögő Dömötör, Mikkamakka, Szitakötő, Új Forrás: Indiáner, a Bárka Online: Papírhajó, Üveghegy. Feleségével alapító tagjai a 2012-ben induló Író Cimborák alkotóközösségnek, amely a gyerek- és ifjúsági irodalom jelentős műhelyévé vált. Rendszeresen publikálnak a közösség blogoldalán, aktív szerkesztői az írói projekteknek.
Versei (főleg a gyerekversek) közül többet megzenésített a Paulik Családi Zenekar, a Vendéghang, a Hangraforgó együttes, a Kismegszakítók (Molnár György) és Csépai Eszter. A MOME versfilmek sorozatában is feldolgozták több versét, melyekből gyerekeknek szóló animációs filmek készültek.
2019-ben HUBBY-díjat nyert költői, gyerekirodalmi munkája, szerkesztő-szervező tevékenysége elismeréseképpen az Év Gyermekkönyve díj keretében.

### Művei

#### Felnőtt szépirodalom (verskötetek)
- Lét-ige (KEPE: Parakletos, Kiskunfélegyháza, 1999)
- Cérnatánc (Tipp Cult, Bp., 2008)
- Létben oldódó – szonettregény (folyóirat-közlések, 2013–2017)
- Párakép fölött. Versek, 2007–2018; Magyar Napló, Bp., 2019

#### Gyermekirodalom
- Marci kandúr hazatér: verses mese. Szerzőtárs: Miklya Luzsányi Mónika, Vizi János illusztrációival (KEPE: Parakletos, Kiskunfélegyháza, 1999)
- Pásztoriskola: kisregény, Fábián Emese illusztrációival (Parakletos, Kiskunfélegyháza, 1999)
- Ezüstszín fonál: gyermekversek, Kállai Nagy Krisztina illusztrációival (KEPE: Parakletos, Kiskunfélegyháza, 2002)
- Pityu azt mondja… beszélgetős versek, Damó István illusztrációival (Parakletos, Kiskunfélegyháza, 2004)
- Történetek a Pirosoviból: mesék, Kállai Nagy Krisztina illusztrációival (Harmat Kiadó, Bp., 2004)
- ABC-lakópark: gyerekversek, Kállai Nagy Krisztina illusztrációival (Egmont-Hungary, Bp., 2011)
- Beszélgető Biblia, Kőszeghy Csilla illusztrációival (Móra, Bp, 2014, 2018)
- Végtelen sá l: gyerekversek, Schall Eszter illusztrációival (Móra, Bp., 2015)

#### Műfordítás
- Bob Hartman: Mesélő Biblia, fordítótárs: Miklya Luzsányi Mónika (Harmat, Bp., 2008)
- Georg Bydlinsky: Mindig a közeledben: Új versimák gyerekeknek, fordítótárs: Miklya-Luzsányi Eszter (Bencés / Pannonhalmi Főapátság, Pannonhalma, 2015)

#### Tanulmányok, recenziók, esszék
- És akkor mi van? – Berka Attila Lada Béla nem hal meg c. regényét olvasva (Terasz, 2009.10.05.)
- Holnap virágozni fog a folyó: közelítések Tolnai Ottó virágnyelvéhez (Forrás, 2010/06)
- Virágének sűrű sziromviharban, avagy a Pintér-vers viráglényei (Kortárs, 2011/03)
- Hány jelenlét tölti be ezt a pár sort: ambroziusi himnuszalakmások KAF-átiratban (Alföld, 2016/09)
- „…mint minden éjjel” – Farkasok órája, újra: Baka István Farkasok órája c. verséhez (Tiszatáj, 2016/10)
- „Még a porból is”: Kiss Ottó Ne félj, apa! c. kötetéről (Alföld, 2017/4)
- Jelek az élvefogóból – Nagy Kata Inkognitóablak című kötetét olvasva (Vörös Postakocsi, 2017.09.04.)
- Szótár MMM-játékmódban: értelmezési kísérlet Oravecz Imre: Máshogy mindenki más című kötetéhez (Tiszatáj, 2018/02, diákmelléklet)
- A különbözés dramaturgiája: Takács Zsuzsa Rejtjeles tábori lap című kötetéről (Studia Litteraria, 2019/1-2)
- Tíz határon: Visky András Nevezd csak szeretetnek című kötete kapcsán (Pannonhalmi Szemle, 2020/2)

#### Pedagógiai, kateketikai kiadványok
- Milyen vagy Istenem? Munkáltató füzet 9-12 éveseknek, szerzőtárs: Miklya Luzsányi Mónika (Parakletos, Kiskunfélegyháza, 1996)
- Olvasónapló sorozat, szerzőtárs: Miklya Luzsányi Mónika (Mozaik Kiadó, Szeged, 1999):

1. Móra Ferenc: Kincskereső kisködmön
2. Fekete István: Vuk
3. Erich Kästner: A két Lotti
4. A. Milne: Micimackó
5. Antoine de Saint-Exupéry: A kis herceg

- tábori anyagok, szerzőtárs: Miklya Luzsányi Mónika (Parakletos, Kiskunfélegyháza):

1. József és testvérei
2. Dávid útja a trónig
3. Az oroszlán nyomában

- Füleden be, szádon ki 1-3: Bibliai találósok (Parakletos, Kiskunfélegyháza, 2003-2005)
- Állatnyomok a Bibliában: Nyomkereső és kifestő füzet, Damó István grafikáival (Parakletos, Kiskunfélegyháza, 2006-2007)
- Játéktár a Mesélő Bibliához, szerzőtárs: Miklya Luzsányi Mónika (Harmat, Bp, 2008)
- 365-óratervek, Ószövetség (Parakletos, Kiskunfélegyháza, 2013)

1. Kicsi vagyok, mégse félek (ovis)
2. Ki az úr a házban? (alsós)
3. Királypróba (felsős)

- 365-óratervek, Újszövetség (Parakletos, Kiskunfélegyháza, 2014)

1. Mag, mag, búzamag (ovis)
2. Kire bízod magad? (alsós)
3. Tanúim lesztek (felsős)

- Játékkosár: Játékok bibliai és élettémákhoz (Parakletos, Kiskunfélegyháza, 2015)
- Számkifestő: Bibliai szám- és fogalomgyarapító, Vajda Melinda grafikáival (Parakletos, Kiskunfélegyháza, 2016)
- Adventi ábécé: Hitoktatói kincsestár (Parakletos, Kiskunfélegyháza, 2016)
- Dániel és barátai: Foglalkoztató füzet, Bódi Kati grafikáival (Parakletos, Kiskunfélegyháza, 2017)
- Örömhírstaféta – nagyhéttől pünkösdig: Hitoktatói ötlettár (Parakletos, Kiskunfélegyháza, 2017)
- Nyári ábécé: Hitoktatói kincsestár (Parakletos, Kiskunfélegyháza, 2018)
- Királytükör: Hitoktatói ötlettár (Parakletos, Kiskunfélegyháza, 2018)
- Sokrétű játékok: Bírák kora: Feladat- és játékötletek (Parakletos, Kiskunfélegyháza, várható megjelenés 2020. szeptember)
- A karácsonyi csillag nyomában: Nyomkereső kifestő füzet, Damó István grafikáival (Parakletos, Kiskunfélegyháza, várható megjelenés 2020. szeptember)
- Módszertani segédkönyv és ötlettár a 3-4. osztályos irodalmi szöveggyűjteményhez, szerkesztőtárs: Miklya Luzsányi Mónika (Református Tananyagfejlesztő Csoport, Bp., várható megjelenés 2020. szeptember)

#### Társasjátékok
- Talentumok (Parakletos, Kiskunfélegyháza, 2001)
- Úton útfélen alap és kiegészítő készlet, Votin Dóra grafikáival (Parakletos, Kiskunfélegyháza, 2003, 2006)
- Teremhet-e a szőlő fügét? Votin Dóra grafikáival (Parakletos, Kiskunfélegyháza, 2008)
- Kezes-lábas Újszövetség, Kezes-lábas Ószövetség, Kelemen Czakó Rita grafikáival (Parakletos, Kiskunfélegyháza, 2011, 2016)
- Bárka-ovi, Sátor-ovi: Fejlesztő memóriajátékok, Kelemen Czakó Rita grafikáival (Parakletos, Kiskunfélegyháza, 2012, 2016)
- Mózes útjai: Történetmesélő Biblia-kvartett, Vajda Melinda grafikáival (Parakletos, Kiskunfélegyháza, 2014)
- Hol a helyed?, Mi a dolgod? Bibliai memória-kvartettek, Bódi Kati grafikáival (Parakletos, Kiskunfélegyháza, 2014, 2015)
- Jézus nyomában: Bibliai társasjáték kvízkérdésekkel, társszerző: Miklya Luzsányi Mónika (Parakletos, Kiskunfélegyháza, 2015)
- Jászolba született gyermek: Karácsonyi kvartett, Damó István grafikáival (Parakletos, Kiskunfélegyháza, 2016)
- Melyik történetből jöttem? Bibliai történetkereső, történetépítő játék (Parakletos, Kiskunfélegyháza, 2018)

#### Megzenésítések, versfilmek
- Miklya Zsolt – Amit hoztál (részlet): versfilm, rendezte: Dégi János (Duna Televízió / Irka Egyesület, 2008)
- Egy műveletlen kis pók balladája: animáció, készítette: Ruska László, zeneszerző-énekes: Radványi Balázs (MOME / Mese Tv, 2008–2010)
- Manófi: animáció, készítette: Bakos Barbi és Horváth M. Panni (MOME / Mese Tv, 2010)
- Patakiskola: animáció, készítette: Vácz Péter és Egely Kati (MOME / Mese Tv, 2010)
- Sünbeszéd: animáció, készítette: Bakos Barbi és Horváth M. Panni (MOME / Mese Tv, 2010)
- Karima álom: animáció, készítette: Gellár Csaba (MOME, 2013)
- Somhatalom: animáció, készítette: Bertóti Attila, zeneszerző-énekes: Bertóti Johanna (MOME, 2017)
- Hangraforgó: Limesen égő (megzenésített vers)
- Paulik Családi Zenekar: Dúdoló: zenei album, az Ezüstszínfonál c. verskötet megzenésített versei (magánkiadás, 2003, 2011)
- Paulik Családi Zenekar: Mondjuk Pityuval: zenei album, részben a Pityu azt mondja… c. verskötet megzenésített versei (magánkiadás, 2009)
- Vendéghang: Há/vé, Ritka örököd (megzenésített versek)
- SzeRBuSZ Zenekar: Égen-földön (megzenésített vers)
- Göncölszekér: Semmise ének (megzenésített vers)
- Csépai Eszter és a Kismegszakítók: Anyu két keréken (megzenésített vers)
- Németh Viktor: Hajnalocska (megzenésített vers)

#### Antológiák, gyűjtemények
- Kinőttelek (Sziget, Bp., 2005)
- Év versei (Magyar Napló, Bp, 2007, 2008, 2009, 2018, 2019, 2020)
- Használati utasítás (Palatinus, Bp., 2008
- Szép versek (Magvető, Bp., 2010)
- Aranysityak (Csodaceruza, Bp., 2010; Móra, Bp., 2013)
- Szivárvány rímek (Apáczai, Celldömölk, 2011)
- Édes hazám (Magvető, Bp., 2012)
- Válogatós, Toppantós (Cerkabella, Szentendre, 2014, 2016)
- Navigátor és Navigátor 2: gyermekirodalmi lexikon (Cerkabella, Szentendre, 2010, 2015)
- A Nap háza (Református Tananyagtár, Bp., 2019)
- Mondani-valók: Versek ünnepekre (Bárka folyóirat, Békéscsaba, 2019)
- Dödölle (Cerkabella, Szentendre, 2019)
- Erdőszelfi: Vándortábori versek (Móra, Bp., várható megjelenés 2020 június)

#### Szerkesztőként jegyzett könyvek (szépirodalom)
- Szabó Lőrinc: Szél hozott (Móra, Bp., 2016)
- A nap háza: kortárs versek és mesék (Református Tananyagtár, Bp., 2019)
- Magyar irodalmi szöveggyűjtemény sorozat 3-4. osztály részére, szerkesztőtárs: Miklya Luzsányi Mónika (Református Tananyagfejlesztő Csoport, Bp., várható megjelenés 2020. szeptember)

## Díjak, pályázatok
- 2007, Salvatore Quasimodo-emlékdíj
- 2014, NKA alkotói ösztöndíj a Létben oldódó c. szonettregény megírására
- 2015, I. helyezés dalszövegíró kategóriában a GEKE pályázatán
- 2015, a Végtelen sál c. verskötet a legjobb 25 gyermek és ifjúsági könyv közé került (Magyar Gyermekirodalmi Intézet által felkért zsűri)
- 2016, második díj a Tiszatáj „S még mindig itt vagyok” c. Baka-pályázatán.
- 2018, József Attila Vers-Dal Fesztivál fődíja a legjobb költőnek/versnek
- 2019, HUBBY-díj az év gyerekkönyve díj keretében
- 2019, „J.A.–I.GY. írtok szonettet?” Szonettpárbaj, I. helyezés